# Marienplatz (Leipzig)
Der Marienplatz ist ein Schmuckplatz im Leipziger Ortsteil Zentrum-Ost. Er ist einer der ersten begrünten Stadtplätze Leipzigs und steht unter Denkmalschutz. Die Grünanlage des Platzes wird mitunter Marienpark genannt.

## Lage und Gestaltung
Der Marienplatz erstreckt sich als Rechteck in Nord-Süd-Richtung mit einer Länge von ca. 120 m und einer Breite von ca. 50 m. Er wird begrenzt im Norden von der Chopinstraße, im Osten von der Langen Straße und im Süden von der Egelstraße. Die Fahrbahn im Westen heißt Marienplatz. Von Osten stößt die Ranftsche Gasse auf den Platz.

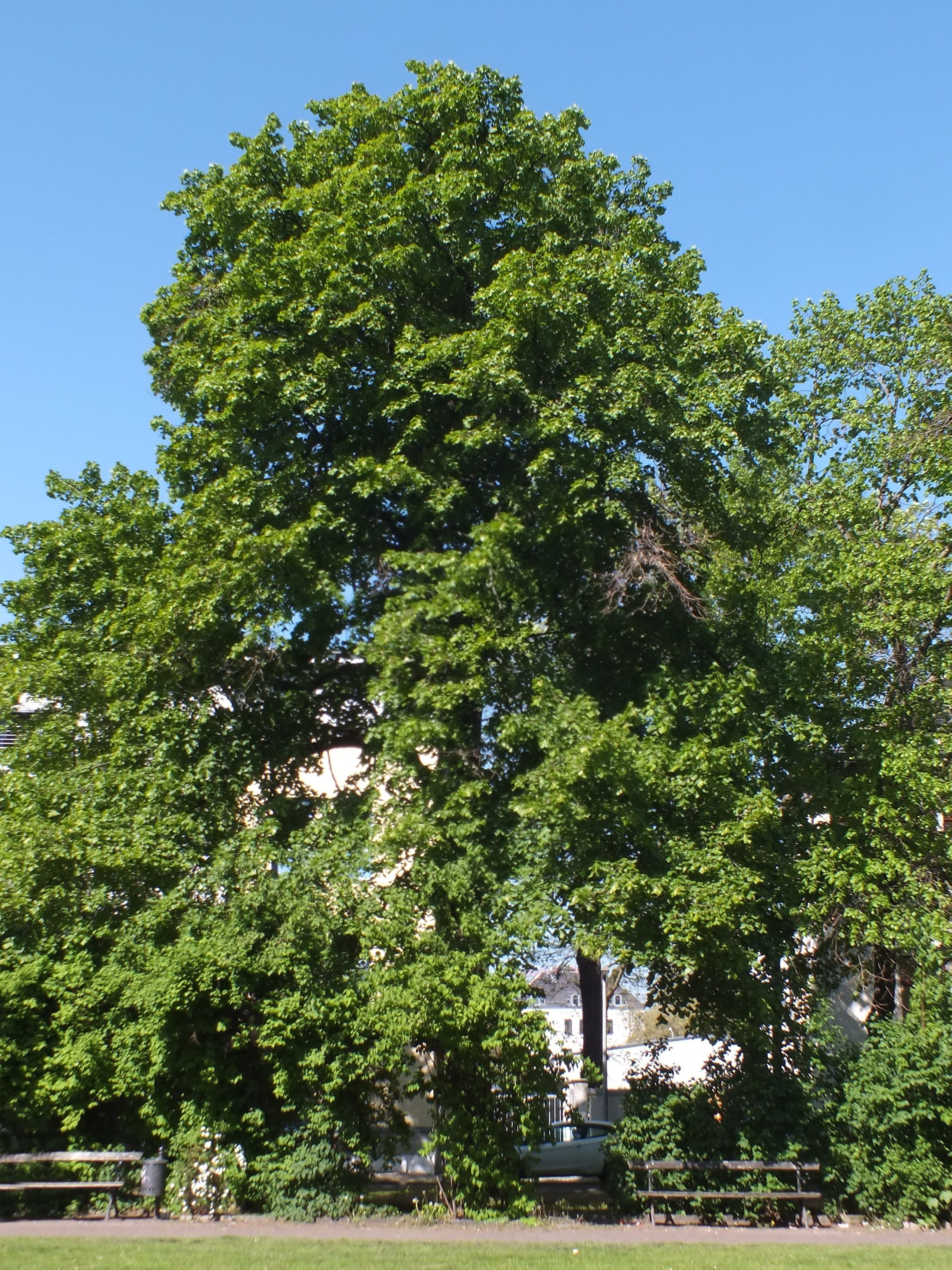
Linde von 1885 (2017)
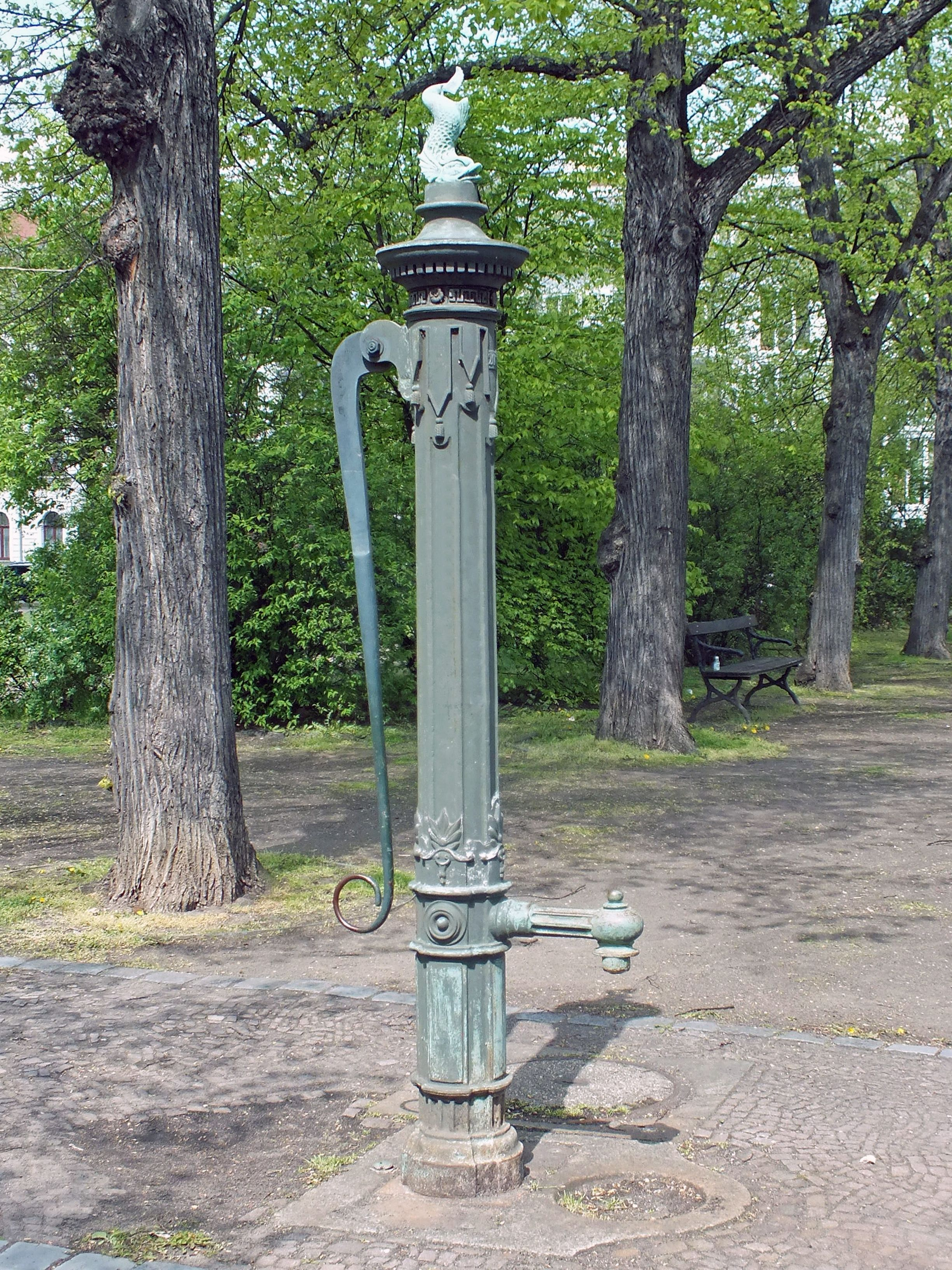
Handschwengelpumpe (2017)

Der Platz wird gesäumt von Doppelreihen von über 80 Linden verschiedener Arten, wie Sommerlinde, Winterlinde, Krimlinde und Holländische Linde. Die Bäume entstammen verschiedenen Pflanzjahren, das früheste ist 1885, das jüngste 2013. In der Mitte des Platzes befindet sich ein bepflanztes Rondell von 20 m Durchmesser. In seinem Zentrum nimmt eine 8-m-Schale einen Springbrunnen auf. Nördlich und südlich des Rondells liegen Wiesenflächen. An den Lindenreihen verlaufen Wege mit Parkbänken.
An der Innenseite der Lindenreihen findet sich noch Buschwerk, unter anderem aus Hainbuchen, Erbsenstrauch, Japanischer Zierquitte und Pfeifenstrauch. An der Ostseite zur Langen Straße steht eine restaurierte historische Handschwengelpumpe vom Typ Delphin.

## Geschichte
Ab Mitte des 19. Jahrhunderts erfuhren die Leipziger Vorstädte durch die Industrialisierung eine enorme Entwicklung. 1844 wurde die nach Osten führende Marienstraße (seit 1946 Chopinstraße) benannt, an der um das Ausflugslokal Milchinsel die Marienvorstadt entstand. Der Jurist Julius Gebhard Ranft (1791–1841) hatte dort Bauland verkauft, östlich der Milchinsel aber einen Platz mit der Absicht zurückbehalten, ihn der Stadt zum Anlegen eines Schmuckplatzes anzubieten, weil er der Ansicht war, dass jeder neue Stadtteil einen solchen benötige. 1842 kaufte die Stadt das Areal von Ranfts Erben, und um 1850 begann die Pflanzung der Lindenreihen.

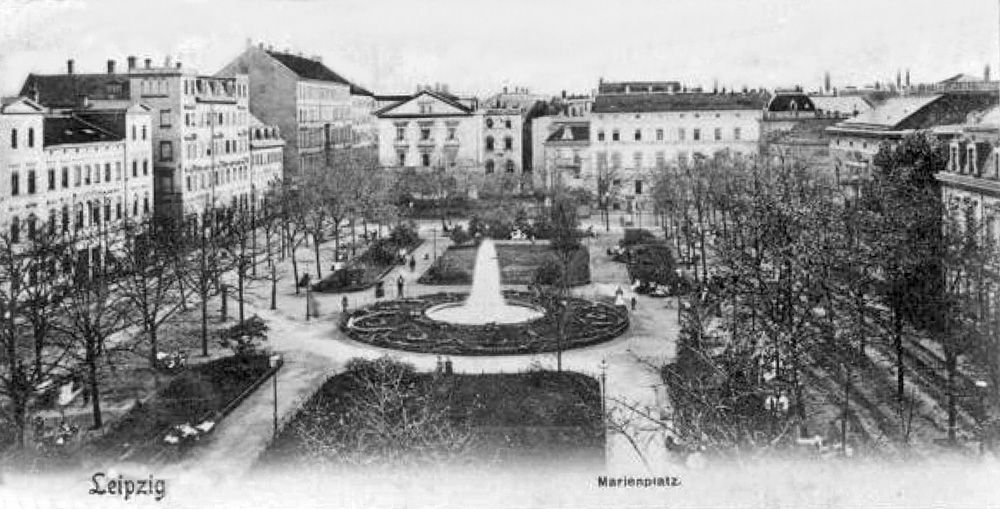
Der Marienplatz um 1900, von Norden gesehen

In der Marienvorstadt entstand der nördliche Teil des Graphischen Viertels, und am Marienplatz wurden großbürgerliche Villen errichtet. Der Verleger Johann Jacob Weber (1803–1880) ließ sich ganz in der Nähe seines Verlagshauses zwischen Reudnitzer- und Mittelstraße (heute Hans-Poeche-Straße) an der Ecke des Platzes zur Chopinstraße die imposante Villa Weber erbauen. 1876 forderten zwei dortige Bewohner, der Psychologe Wilhelm Wundt (1832–1920) und der Slawist August Leskien (1840–1916), eine Verschönerung des Platzes. 1878/79 wurde nach einem Plan des Ratsgärtners Otto Wittenberg (1834–1918) ein mittiges Pflanzrondell mit zwei seitlichen Wiesenflächen angelegt, wie sie heute noch vorhanden sind. 1889 folgte der Springbrunnen. Später wurden mehrfach Linden nachgepflanzt. Die Häuser an der Nord- und an der Ostseite des Platzes wurden bei den Luftangriffen auf das Graphische Viertel komplett zerstört, jene auf der Westseite zum Teil.
An der Nordseite entstand Mitte der 1990er Jahre ein neuer Wohnblock und ein paar Jahre später an der Westseite eine neue Stadtvilla anstelle einer im Krieg zerstörten Villa. 2018 wurde damit begonnen, auf dem Areal der Brachfläche auf der Ostseite entlang der Langen Straße neue Wohngebäude zu errichten.

Bauten am Marienplatz
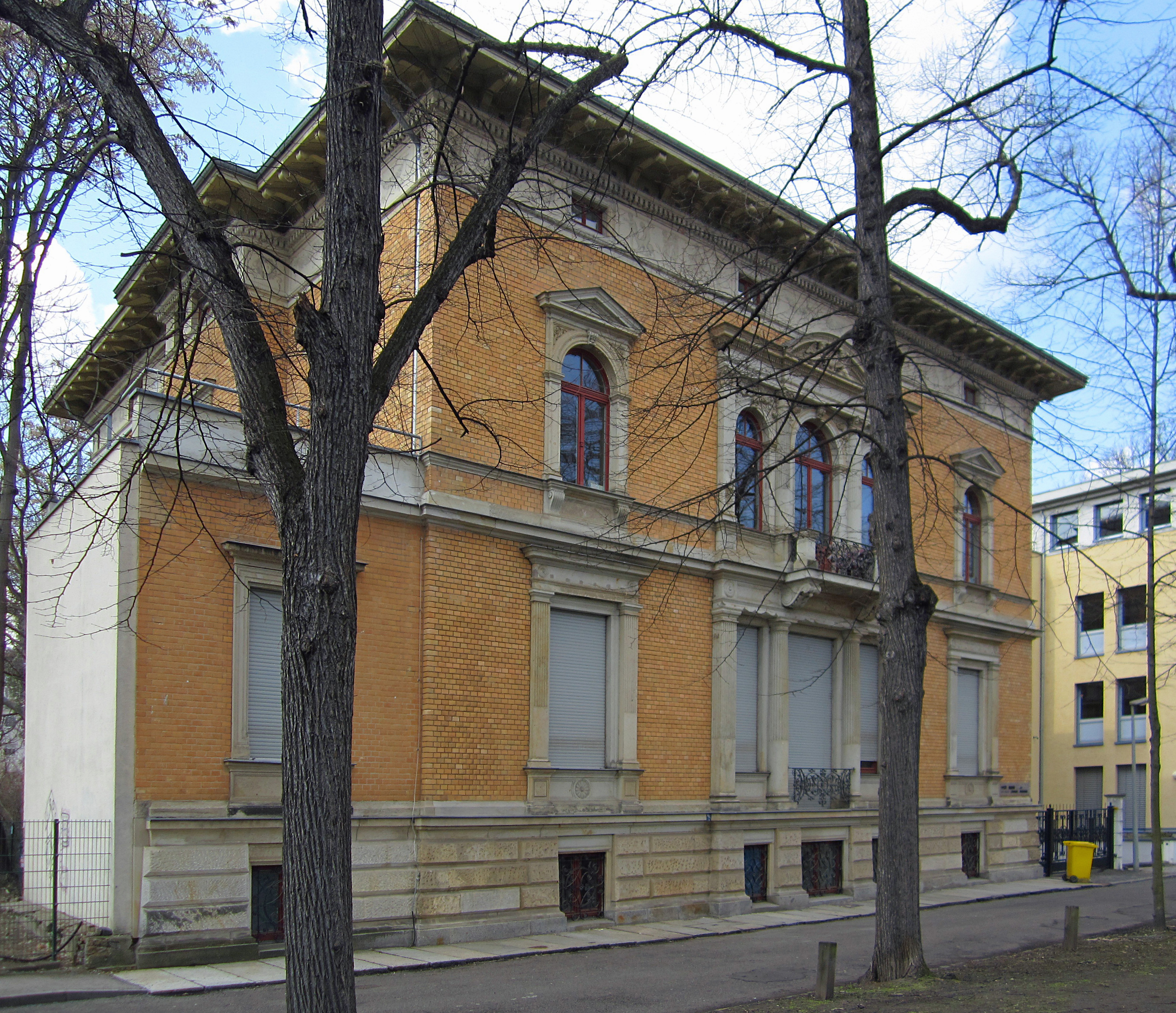
Ehemalige Villa Meißner, Marienplatz 1 (2013)
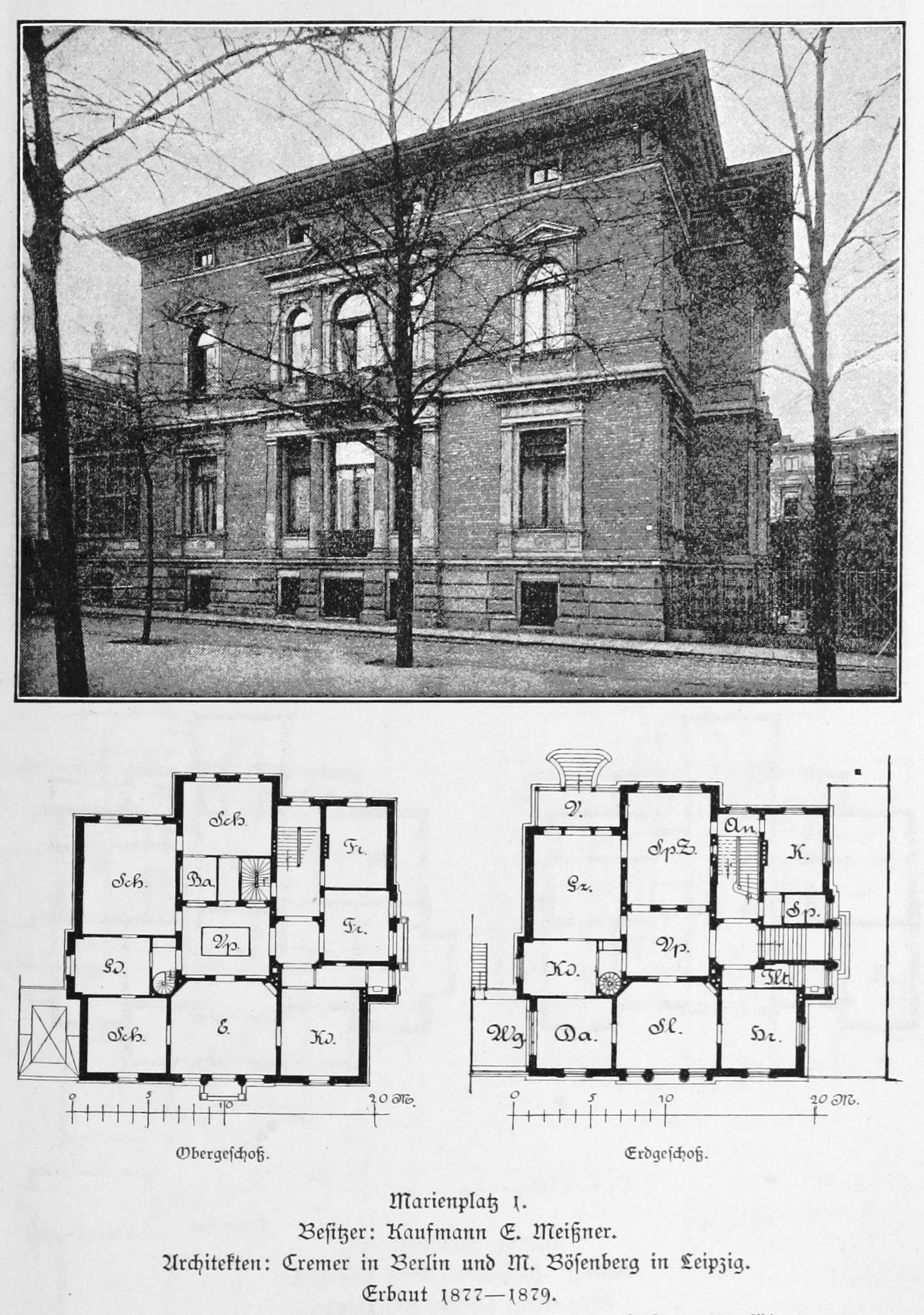
Villa Meißner, Fassade und Grundrisse zur Erbauungszeit (1892)
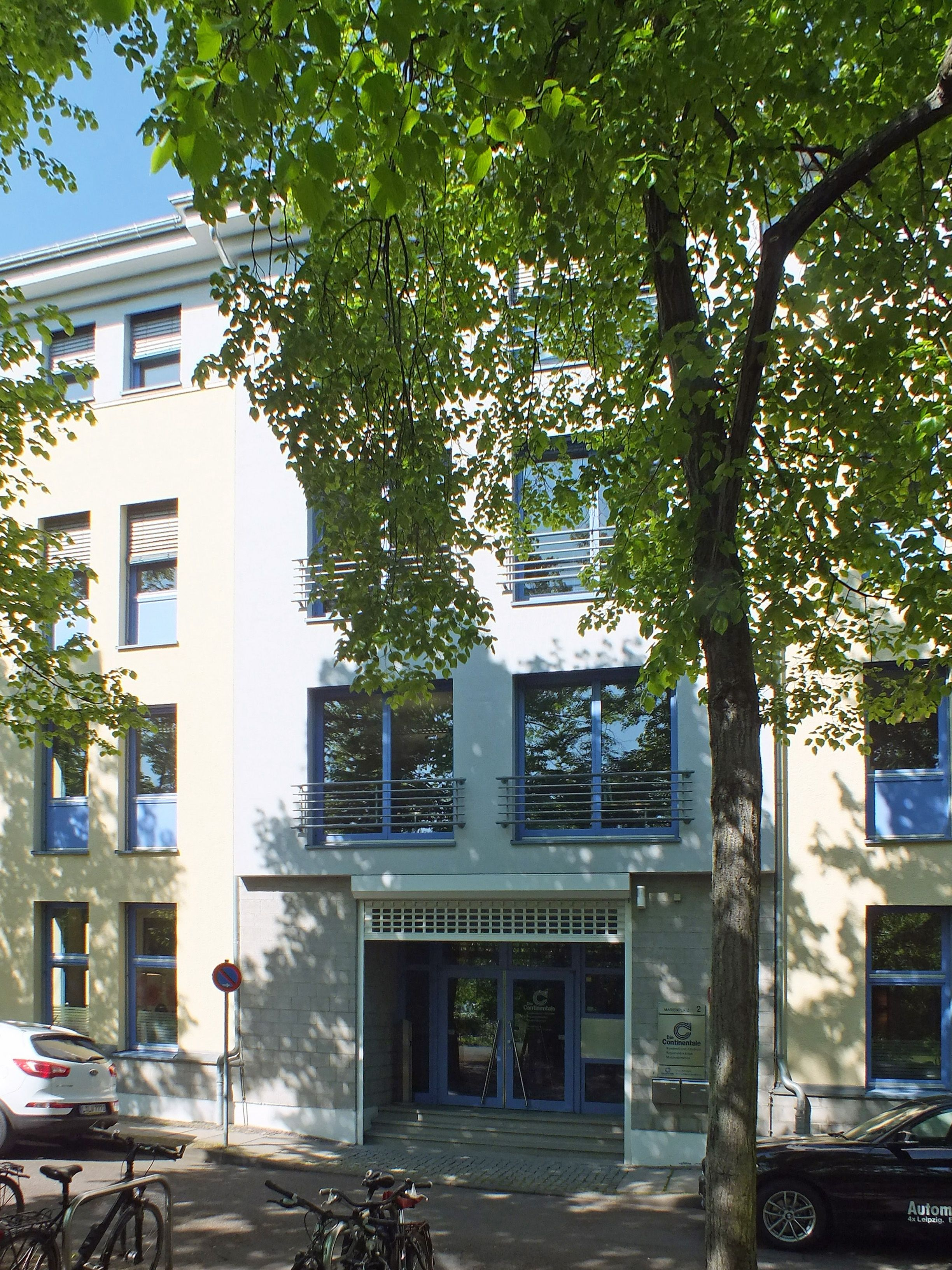
Marienplatz 2 (2017)
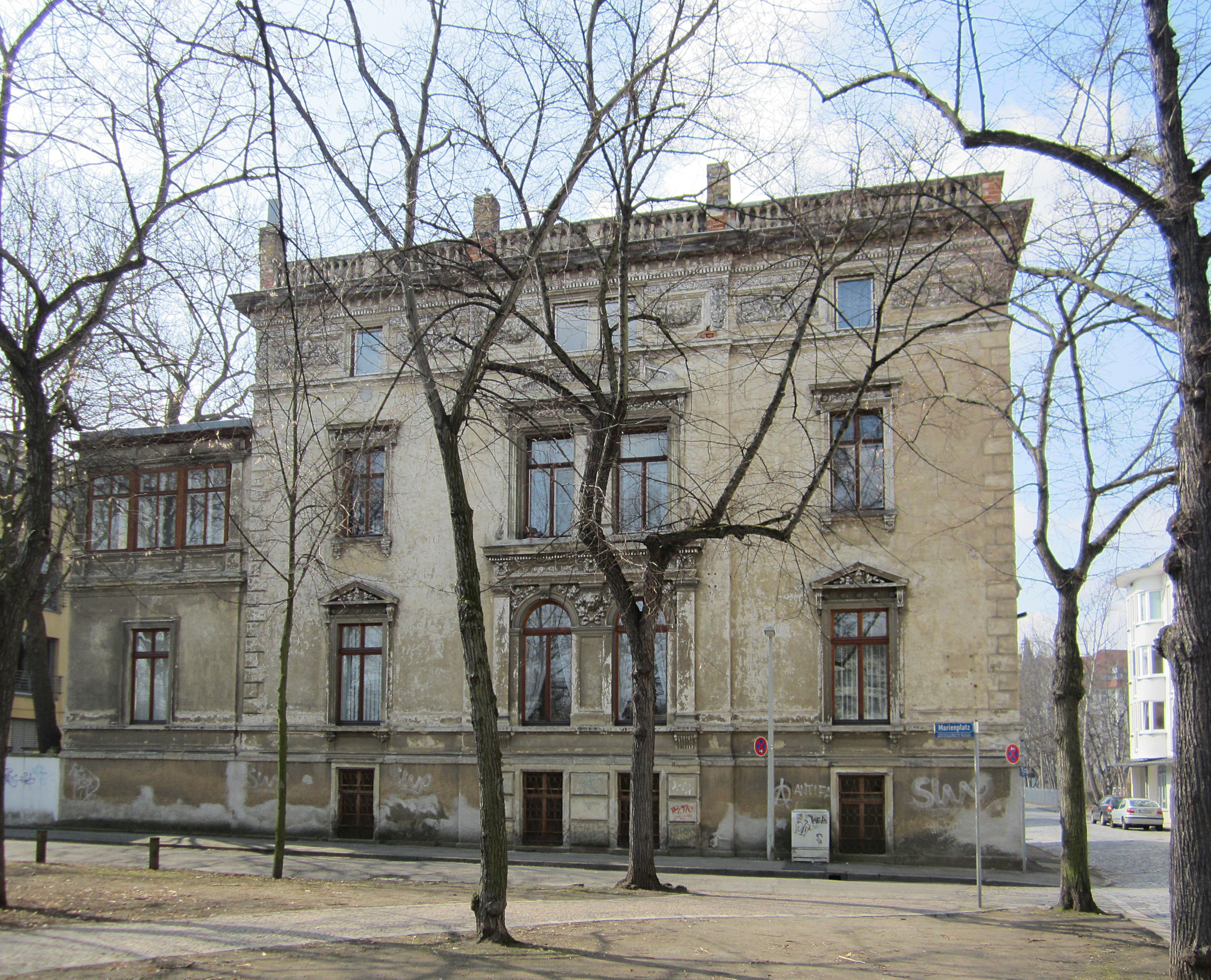
Ehemalige Villa Weber, Chopinstraße 28, Fassade zum Marienplatz (2013)
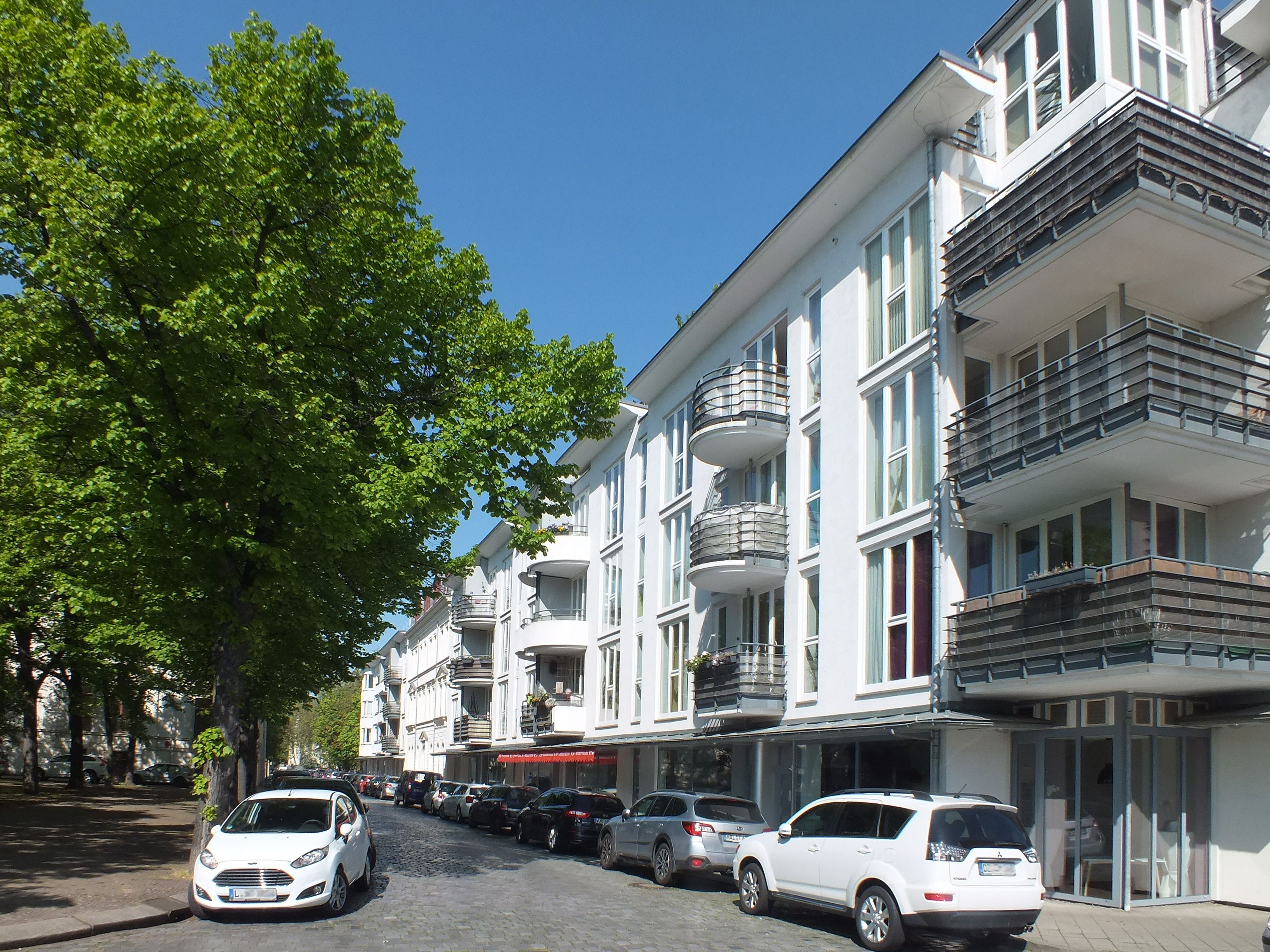
Chopinstraße 29–31, Nordseite des Platzes (2017)

Ab 1993 wurde der inzwischen desolate Platz nach dem historischen Vorbild restauriert. Das Rondell wurde bepflanzt und der Springbrunnen rekonstruiert. Parkbänke nach altem Leipziger Muster wurden aufgestellt und das Rondell mit Rabattengeländer Typ Wittenberg eingefasst.